# Туманність Сова
Туманність Сова (M97, NGC 3587) — планетарна туманність розташована на відстані приблизно 2030 світлових років від нас у сузір'ї Велика Ведмедиця . Орієнтовний вік туманності Сова становить близько 8000 років. Вона кругла у поперечному перерізі та має тьмяну внутрішню структуру. Така форма утворилася внаслідок витоку речовини зоряного вітру центральної зорі, під час її еволюції вздовж асимптотичної гілки гігантів. Туманність трохи нагадує сову, тому що внутрішня оболонка не є сферично симетричною, а натомість утворює бочкоподібну структуру, розташовану під кутом 45° до лінії зору . Планетарна туманність насправді не має нічого спільного з планетами, як випливає з назви. Ці туманості утворюються, коли зорі з малою масою починають наближатися до кінця свого життя і починають відкидати свої зовнішні оболонки у вигляді круглої форми, газоподібна речовина розширюється роблячи туманність трохи схожою на планетарне тіло – звідси й назва «планетарна туманність» . 
Туманність Сова включена в оригінальну редакцію Нового загального каталогу і позначенна, як NGC 3587 . 

## Історія
Туманність Сова була відкрита французьким астрономом П'єром Мешеном 16 лютого 1781 року. П'єр Мешен був колегою Шарля Мессьє, тому сам Мессьє також спостерігав туманність через кілька тижнів після цього . Таким чином, об'єкт був названий Мессьє 97 і включений до його каталогу 24 березня 1781 року. Про туманність Месьє писав:    
Туманність у Великій Ведмедиці, поблизу Бети: її важко побачити, повідомляє пан Мешен, особливо якщо підсвічувати мікрометричні дроти: її світло тьмяне, без зорі. Пан Мешен побачив її вперше 16 лютого 1781 року, положення є таким, яке він надав. Поруч із цією туманністю він бачив ще одну, [положення] якої ще не визначено [Мессьє 108], а також третю, яка знаходиться поблизу Фекди [Мессьє 109]. (діаметр 2′).
У 1844 році адмірал Вільям Х. Сміт скласифікував об'єкт як планетарну туманність . Коли Вільям Парсонс, 3-й лорд Росс, спостерігав туманність в Ірландії у 1848 році, він створив її ілюстрацію, що нагадувала голову сови. У його нотатках об’єкт був описаний як «Дві зорі, значно віддалені одна від одної в центральній області, темна півтінь навколо кожної спіральної структури, із зорями як явними центрами тяжіння. В ньому виблискують зорі; їх вдається розрізнити"  . Назва «сова» походить від ескізу, зробленого в 1848 році Вільямом Парсонсом, через його 72-дюймовий рефлектор Бірр Левіафан. Телескоп показував цікаві западини круглої туманності, схожі на очі. Із зорею в кожній ямці ці очі, здається, визирають із обличчя, схожого на обличчя сипухи . Відтоді об'єкт відомий як туманність Сова. Більш пізні події наприкінці 1900-х років включають відкриття гігантського червоного гало вітру, що простягається навколо її внутрішніх оболонок, і картографування структури туманності  .

## Спостереження

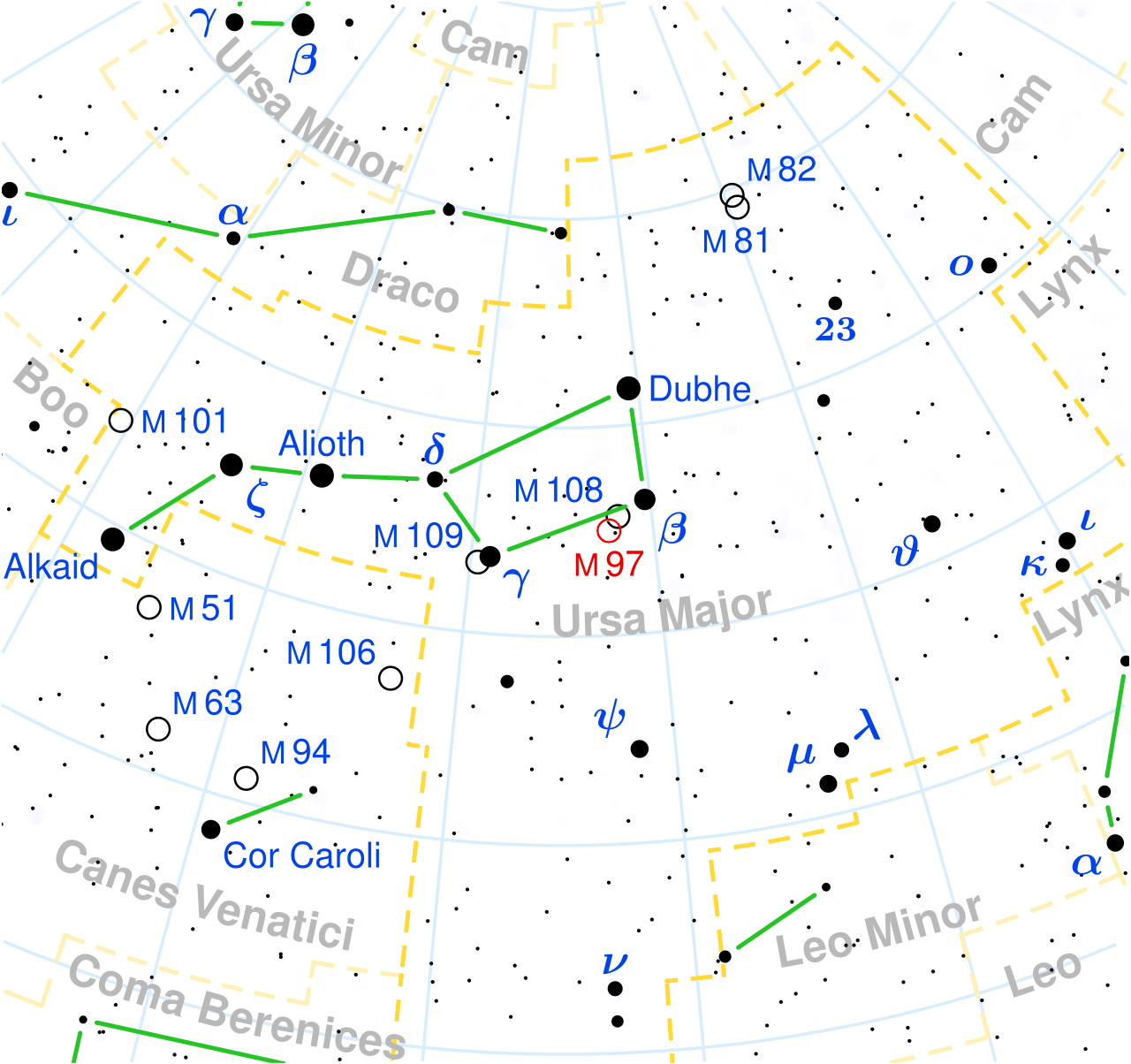
Розташування туманості Мессьє 97 (обведено червоним).

Хоча Туманність Сову неможливо побачити неозброєним оком, її тьмяне зображення можна спостерігати за надзвичайно хороших умов за допомогою маленького телескопа або бінокля 20×80. Щоб розгледіти більш характерні риси "очей" туманності, схожих на совині, потрібен телескоп з апертурою щонайменше 10". М97 знаходиться приблизно на відрізку між двома зорями Великого Возу: Мераком та Фекдою, на відстані трохи більше ніж 2.5° від Мераку. M97 разом з Альфою Великої Ведмедиці, вказують шлях до Полярної зорі .  
Як і більшість планетарних туманностей, M97 візуально здається яскравішим, ніж на фотографіях, оскільки випромінює більшу частину світла в одній зеленій спектральній лінії. Її зовнішнє гало було виявлено лише в 1991 році. Туманність утворилася, коли вмираюча зоря вичерпала весь водень і перетворилася з червоного гіганта на білого карлика та викинула свою зовнішню оболонку. Світіння туманості М97 відбувається через нагрівання викинутої зовнішньої оболонки внаслідок випромінювання білого карлика. Туманність поступово розширюється і повністю розійдеться в космосі протягом наступних кількох тисяч років, тоді як білий карлик охолоне та зникне протягом наступних кількох мільярдів років . 
Найлегше побачити туманність Сова на нічному небі весною. Найкращий перегляд буде під час фази молодика, коли небо найтемніше, і після півночі, коли воно буде найбільш видимим . 

## Характеристики
Туманність складається із трьох концентричних оболонок, причому зовнішня оболонка приблизно на 20–30% більша за внутрішню . 
Маса туманності складає приблизно 0.13 M☉, а її густина менша ніж 100 частинок на кубічний сантиметр. Туманність розширюється зі швидкістю в діапазоні від 27 км/с до 39 км/с. Вона містить приблизно 0,13 сонячної маси речовини, а також містить переважно водень, гелій, азот, кисень та сірку. Зовнішній радіус туманності становить приблизно 0,91 св. р. (0,28 пк) .
Центральна зоря 16-ї зоряної величини завершує свою еволюцію та охолоджуючись перетворюється на білого карлика. Вона має масу 0.55-0.60 M☉ та ефективну температуру 123 000, має приблизно 0,7 сонячної маси і в 41-148 разів яскравіша за Сонце. Космічний телескоп Спітцер ідентифікує цю зорю як точкове джерело без інфрачервоного надлишку, характерного для навколозоряного диску .

## Зображення

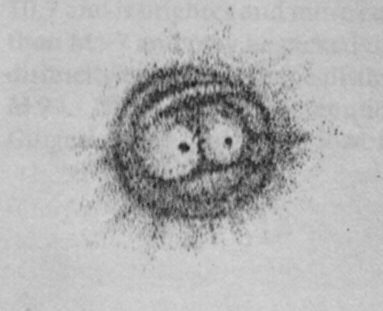
Малюнок Вільяма Парсонса, який дав туманності назву Сова.
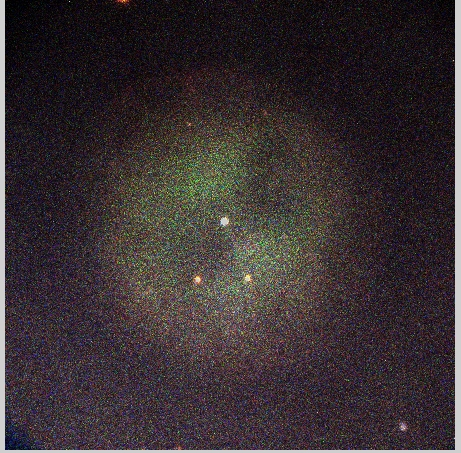
Мессьє 97 фото зроблене за допомогою червоного, зеленого та синього фільтрів.
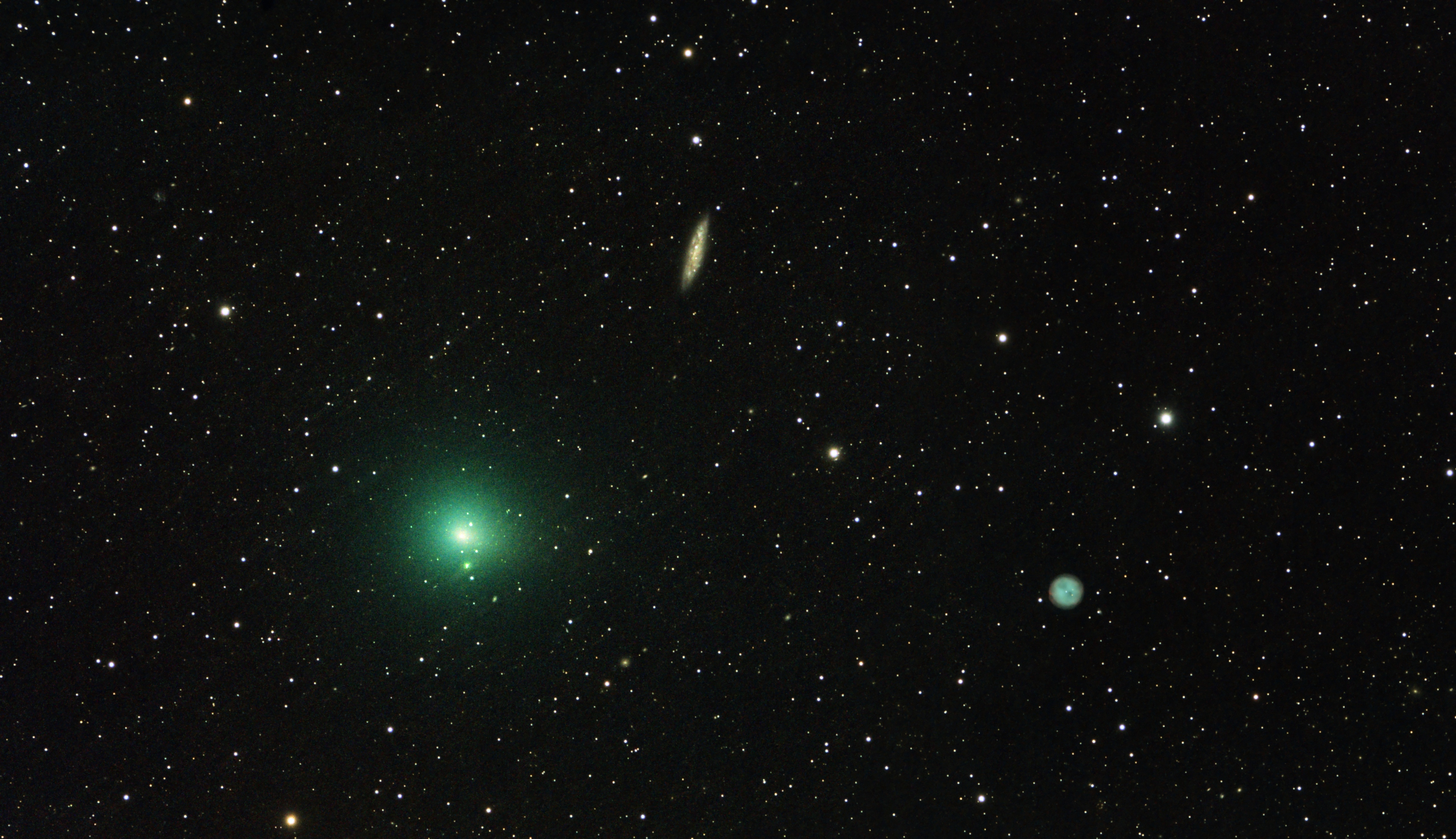
Туманність Сова (M97) і Мессьє 108.